# Vandaler
Vandalerne var en østgermansk stamme eller sammenslutning af stammer. Der er romerske beretninger om dem fra det 1. århundrede, hvor de boede i det nuværende Polen mellem Oder og Wisla. I arkæologien er de knyttet sammen med Przeworsk-kulturen med fund fra slutningen af det 3. århundrede f.Kr. til midten af det 5. århundrede.
I anden halvdel af det 2. århundrede drog en del af vandalerne (hasdingerne) mod syd, hvor de blev bosat i det nuværende Ungarn. I anden halvdel af det 4. århundrede kom folkeslagene omkring dem under stigende pres fra hunnerne, og både de silingske og de hasdingske vandaler sluttede sig til den gruppe af folkeslag, der krydsede Rhinen i 406 og invaderede Gallien, som blev plyndret. Omkring 409 krydsede de Pyrenæerne sammen med alanerne og sveberne på vej til den Iberiske halvø og bosatte sig i Gallæcien og Baetica. Det vestromerske rige gik i offensiven for at tilbageerobre de spanske provinser, og med indkaldt visigotisk støtte gjorde de vandalernes situation uholdbar i Spanien. I 429 tog den nykårede kong Geiserik konsekvensen og førte vandalerne til Nordafrika. Her fandt de fodfæste og i 439 anerkendte det vestromerske rige Geiserik som konge over et område med centrum i det nuværende Tunis. Herfra dominerede de også øerne i det vestlige Middelhav. De to romerske kejserriger gjorde flere forsøg på at tilbageerobre de rige nordafrikanske provinser, men først i 534 lykkedes det. Den sidste vandalkonge overgav sig til østromerne, og mange af de overlevende krigere blev tvangsudskrevet til den østromerske hær langt fra Nordafrika, og i løbet af det 6. århundrede forsvandt den vandalske identitet.
Vandalerne har lagt navn til udtrykket "vandalisme", men har ikke gjort sig specielt fortjent til det, da deres historie ikke indeholder beretninger om meningløst hærværk eller ødelæggelser for ødelæggelsens skyld.

## Historie

### Oprindelse
Vi ved ikke meget om vandalernes oprindelse. De havde ingen historieskrivere i deres egen befolkning, og vi er derfor helt afhængig af, hvad de romerske historikere skriver, og hvad der fremgår af de beretninger, der er skrevet om andre germanske folk (goter, franker og langobarder). Når vandalerne overhovedet bliver nævnt, handler fortællingerne mest om glorværdige sejre over dem. Ifølge traditionen kom de fra Skandinavien, men den eneste arkæologiske sammenhæng er, at der skete en betydelig affolkning i Vendsyssel i 2. århundrede f.Kr., mens der på næsten samme tidspunkt opstod en ny kultur i området mellem Oder og Wisla. Det tidsmæssige sammenfald er imidlertid ikke noget bevis for en udvandring til netop dette område.
Vandalernes navn er blevet forklaret på flere måder: Det kan være baseret på det urgermanske udsagnsord wandijanan (at vende sig eller at tilbede) eller det kan være baseret på stammens tilbedelse af morgenstjernen Aurvandil. Navnets oprindelse kædes også sammen med stednavne som Vendsyssel i Danmark (oldnordisk Vendell eller Vandill), eller området Vendel i Sverige (Oldsvensk Vaendil). De to grupper, vandalerne senere delte sig i - den hasdingske og den silingske - er navnemæssigt blevet knyttet sammen med den norske Hadding-familie, der boede i Hallingdalen og med øen Sjælland. Det skal understreges, at der er tale om teorier, der primært er baseret på ligheder i navne.

### Przeworsk-kulturen
I området mellem floderne Oder og Wisla har arkæologerne gjort en række fund med fælles karakteristika. Nogle af de vigtigste er omkring byen Przeworsk i det sydøstlige Polen, og byen lægger derfor navn til kulturen. Fundene er blandt andet præget af begravelser i form kremeringer, hvor der i nogle af gravene er lagt våben og keramik. Kulturen var præget af mange små og spredte bosættelser, og den dækkede et stort område. Przeworsk-kulturen kædes ofte sammen med vandalerne, men historikere som Peter Heather påpeger, at den store udstrækning tyder på, at der har levet flere andre germanske stammer end vandalerne i området. De græske og romerske geografer og historikere giver ikke megen hjælp i den retning: Plinius den ældre nævner vandalerne som en af de fem store germanske folkestammer, og nævner en række stammer, der indgår i sammenslutningen. Tacitus - der bruger Plinius som kilde - nævner i 98 vandalerne som en af de vigtigste germanske stammer, men skriver ikke noget om, hvor de bor, og i Przeworsk området placerer han nogle helt andre stammer. Der findes på den baggrund en teori om, at vandalerne ikke var en enkelt stamme, men et kult-fællesskab. Ptolemæus, der udgav sin Geografi i midten af det 2. århundrede, placerer lugierne i Przeworsk-området, mens han ikke nævner vandalerne. De foregående forfattere nævner slet ikke lugierne, og det har givet anledning til en formodning om, at der er tale om forskellige benævnelser for de samme folk.

### Kontakt med Romerriget
I år 50 fortæller romerske kilder, at der fandt voldsomme kampe sted mellem markomanner, støttet af lugier, og quaderne og deres allierede under kong Vannius. Markomannerne angreb quaderne, der var bosat i det nuværende Slovakiet og Mähren, og Torsten Jacobsen mener, at striden drejede sig om told af rav og andre luksusgenstande fra Østersøområdet til Romerriget.
I 92 var der på ny uro i området, og den romerske kejser Domitian sendte tropper til hjælp for lugierne, der var kommet i konflikt med sveber eller markomanner.
I midten af det 2. århundrede vandrede en del af vandalerne mod syd, og de bosatte sig i den nordlige del af det nuværende Tjekkiet. Andre stammer rykkede tilsvarende mod syd, og det gav et pres på den romerske grænse langs Donau. Det resulterede i den markomanniske krig i årene 166-180. Det lykkedes med stort besvær kejser Marcus Aurelius at holde germanerne ude af Romerriget, og krigens varighed viser omfanget af hans problemer trods flere vundne slag. Den østromerske historiker Peter Patricieren skrev 400 år senere, at stammen astiggoi (tolket som de hasdingske vandaler) hørte til kejserens støtter mod markomannerne, mens historikeren Eutropius, der var 200 år tættere på begivenhederne, udpegede vandalerne som et af de folk, der blev overvundet af Marcus Aurelius. Under den markomanniske krig - i 171 - kom en gruppe "astingi" (også tolket som hasdingske vandaler) til nordgrænsen af den romerske provins Dacia. Den samtidige romerske historiker og senator Cassius Dio fortæller, at den romerske guvernør for provinsen fik dem til at angribe nabofolket costoboci, der også truede grænsen. Angrebet lykkedes, men vandalerne blev derefter selv angrebet og besejret af et andet nabofolk, lacringi, uden at romerne blandede sig. De overlevende hasdingske vandaler - med deres to konger Raus og Raptus - underkastede sig kejser Marcus Aurelius og kæmpede på romersk side i resten af krigen. Da krigen sluttede i 180, fik de lov til at bosætte sig ved floden Tisza i et område, der i dag udgør det nordøstlige Ungarn og dele af Slovakiet. Her boede de hasdingske vandaler i mere end 200 år. De vandaler, der ikke deltog i flytningen mod syd, blev omtalt som de silingske vandaler, og de kom til at give navn til området Schlesien.
I den lange periode, hvor de hasdingske vandaler boede ved Tisza, optræder de kun sparsomt i de romerske beretninger. I 248 hører man om, at nogle af dem sluttede sig til de gotiske høvdinge Argaith og Guntherik, som foretog et røvertogt ind over Donau i den romerske provins Moesien, men i de følgende år, hvor goterne plyndrerde omfattende til lands og til vands i det østlige Middelhavsområde, lader det til, at vandalerne holdt sig i ro. I 270 angreb sarmaterne imidlertid det romerske Pannonien i følgeskab med to unavngivne vandalske konger og deres hær. Den samtidige græskfødte statsmand og historiker Publius Herennius Dexippus beskriver, hvordan kejser Aurelian besejrede sarmaterne og vandalerne (vandeloi) i 271. Som et led i fredsslutningen blev det pålagt vandalerne at stille ryttere til rådighed for den romerske hær, og så sent som i begyndelsen af det femte århundrede var der i Egypten udstationeret en enhed med navnet Ala VIII Vandilorum. Nogle af de vandalske rytterofficerer gjorde karriere i den romerske hær, blandt andet faderen til den romerske general og statsmand Stilicho.
De silingske vandaler dukker op igen i 277, hvor det berettes, hvordan de blev besejret af kejser Probus ved Rhinen. Det drejede sig om et almindeligt røvertogt, hvor de var i følgeskab med burgundere, men fortællingen er interessant, fordi historikeren Zosimus i sin gennemgang af år 277 fortæller, at kejser Probus overvandt nogle logionen. Dette er den sidst kendte omtale af lugier.

### Hunnerne kommer
Da hunnerne omkring 370 angreb alanerne og derefter de greutungiske goter nord for Sortehavet, blev det signalet til et voldsomt opbrud blandt stammerne nord for Donau. Store grupper af alaner trak mod sydvest fra området omkring Don, og nogle af dem blev hyret som hjælpetropper af goterne, og deltog sammen med dem i krigen mod romerne 377-382. Efter krigen fik disse alaner, der var værdsatte som ryttere, lov til at bosætte sig i den romerske provins Pannonia Valeria i det nuværende Ungarn. På den måde blev de naboer til vandalerne, og skønt alanerne var iransk-talende, opstod der alligevel tætte kontakter mellem de to folk, måske fordi de begge baserede deres militær på rytteri. De hasdingske vandaler boede på den store ungarske steppe (også kendt som pusztaen) - et udstrakt græsningsområde for heste og kvæg. Dette græsningsområde var imidlertid også blevet opdaget af hunnerne. De først kendte hunner i området kom med Uldin omkring år 400, og selv om der i begyndelsen var tale om forholdsvis små grupper, kunne vandalerne slet ikke matche hunnernes overlegne våbenteknik, der var baseret på ryttere med kompositbuer. Hunnerne var helt afhængige af store græsningsarealer til deres heste og kvæg, og skønt den ungarske steppe var langt mindre end stepperne nord for Sortehavet og videre østpå, så havde den fordelen af at være umiddelbar nabo til de herligheder, der befandt sig på den anden side af grænsen til Romerriget. Heather anslår, at den ungarske steppe kunne ernære omkring 15.000 hunniske krigere og deres familie og dyr.
Kædereaktionen af stammer, der flyttede vestpå, fik i 400 vandalerne til at bryde op og drage over Donau ind i Romerriget. Alanerne i området slog følge med dem, og Torsten Jacobsen anfører noget så grundlæggende som mangel på mad, som den vigtigste årsag til opbruddet. De plyndrede romerske landbrugsområder i provinsen Pannonien, indtil det vestromerske riges magthaver, Stilicho - der som nævnt var af vandalsk afstamning - i 401 fik forhandlet en aftale med dem, så de kunne bosætte sig som foederati i provinserne Noricum og Raetia II i det nuværende Østrig og sydligste Bayern. Vandalerne blev på dette tidspunkt ledet af kong Godegisel. I 405 blev Noricum imidlertid invaderet og plyndret af en stor gotisk gruppe under Radagaisus, og det kan have været medvirkende til, at vandaler, alaner og nogle svebiske grupper i området brød op og drog vestpå mod Rhinen. De romerske grænsefæstninger langs Rhinen havde stærkt reduceret bemanding, og det blev udnyttet af de nærmeste naboer, alemannerne, der hærgede det nuværende Strasbourg og Speyer, mens burgunderne ribbede det nuværende Worms. De fleste vandaler og deres følgesvende tog en nordligere rute, der i 406 bragte dem i kontakt med frankerne. I forbindelse med udtyndingen langs Rhinen havde Stilicho indgået en aftale med frankerne om, at de skulle forsvare den nordlige del af grænsen, og det gjorde de. De hasdingske vandaler havde fået følgeskab af de silingske vandaler, men deres fælles styrke var ikke nok til at besejre frankerne. Kong Godegisel faldt i slaget, men vandalerne blev reddet, da deres alanske kampfæller kom til undsætning og drev frankerne tilbage. Godegisel blev afløst af sin søn Gunderik, og herefter var scenen sat til, at vandaler, alaner og de svebiske quader kunne forcere Rhinen ved Mainz, 31. december 406, med kurs mod Galliens rigdomme.

### Vandalerne i Gallien
Torsten Jacobsen anslår, at de to vandalske grupper sammen med alaner og sveber i alt udgjorde mellem 30 og 40 tusind krigere, fulgt af mellem 70 og 100 tusind kvinder, børn og gamle. De romerske grænsefæstninger var kun bemandet, så de kunne standse røverbander, mens større styrker skulle nedkæmpes af de enheder af felthæren, som normalt var stationeret længere inde i landet. Problemet var bare, at felthæren i Gallien var sendt til Italien for at nedkæmpe Radagaisus goter, så invasionshæren havde frit spil. De beredne vandaler og alaner kom vidt omkring, og adskillige befæstede byer blev indtaget, før forsvarerne nåede at komme på plads. En romersk general fra England - senere anerkendt som medkejseren Konstantin 3. - gik i land med sine legioner ved Boulogne i foråret 407. Han fik samlet de resterende tropper i det nordlige Gallien, men det betød blot, at vandalerne trak sydover, hvor de fortsatte deres plyndringer. Konstantins søn Constans fik til opgave at beskytte ruterne over Pyrenæerne til Spanien, men hans tropper var mere optaget af egne plyndringer, så i efteråret 409 kunne invasionshærene gå i gang med at tage den Iberiske halvø i besiddelse.

### Opdelingen af Spanien
Historikerne er enige om, at Spanien blev plyndret i årene 409-411, men derefter hører enigheden op. Torsten Jacobsen mener, at der blev lavet en aftale med kejser Konstantin 3.'s general, Gerontius, mens Peter Heather ikke kan finde beviser på en sådan aftale, men derimod muligvis en aftale med de lokale provinsråd, om en opdeling af landet. Under alle omstændigheder blev resultatet, at de hasdingske vandaler fik det østlige Galicien, sveberne det vestlige Galicien og de silingske vandaler fik Baetica. Alanerne fik de to store provinser Lusitania og Carthageniensis, og dette kan ses som tegn på, hvor svækkede vandalerne stadig var efter slaget mod frankerne i 406. Den femte provins, Tarraconensis, omkring det nuværende Barcelona, beholdt romerne. Den legitime vestromerske kejser, Honorius, havde ikke anerkendt delingen, og hans administration arbejdede fra første færd på at få områderne tilbage. Regimets stærke mand, Constantius, fik først nedkæmpet Konstantin 3., og derefter fik han udmanøvreret og udsultet visigoterne. De valgte en ny konge, Wallia, og var nu parate til at indgå som hjælpetropper i romersk tjeneste. Den fremmede besættelse af store dele af Spanien havde kostet kejserriget dyrt i manglende skatter og afgifter, men i 416 var den nye romersk-gotiske alliance parat til at slå igen. Historikeren Hydatius berettede:
| Citat | Alle de silingske Vandaler i Baetica blev udslettet af kong Wallia. Alanerne, som regerede over vandalerne og sveberne, led så store tab mod goterne, at, da deres konge, Addax, var død, havde de få overlevende ikke længere tanke for deres eget kongerige, men stillede sig under beskyttelse af Gunderik, kongen af de (hasdingske) vandaler, der havde bosat sig i Gallaecia. | Citat |
|       | |       |

Da visigoterne forlod Spanien i 418, gjorde Gunderik en ende på 18 års våbenbroderskab med sveberne. Hans nye magtposition, baseret på støtte fra alanerne og silingerne, åbnede mulighed for, at sveberne kunne tvinges ind under hans lederskab. I 419 indesluttede han den svebiske hær i de galiciske bjerge, men romerne sendte en undsætningshær, og i stedet blev det vandalerne, der måtte trække sig tilbage. Vandalerne og deres alanske støtter drog derefter til den sydlige provins Baetica, hvor det i første omgang lykkedes dem at holde stand mod et romersk angreb i 422. I midten af 420'erne var det vestromerske rige kastet ud i interne magtkampe, men vandalerne var helt på det rene med, at som uindbudte bosættere inden for landets grænser, var det kun et spørgsmål om tid, før de ville stå over for nye romerske hære. Der var brug for en mere holdbar løsning.
Gunderik udnyttede den romerske handlingslammelse til at erobre byen Cartagena, og med brug af lokale søfolk lykkedes det de ellers meget landbaserede vandaler at plyndre de Baleariske Øer i 425. Gunderik døde i 428. Han havde to mindreårige sønner, men de usikre tider krævede voksne regenter, så i stedet tilfaldt kongetitlen hans halvbror Geiserik. Den nye konge kendte situationens alvor. Magtkampene i det vestromerske rige var overstået, og inden længe ville en ny hær dukke op. Geiserik samlede alle de fartøjer han kunne finde, og han befalede sine landsmænd - og alanerne - at give møde ved Tarifa (nær det nuværende Gibraltar) i maj 429. Målet var Afrika.
På de 20 år i Spanien nåede vandalerne ikke at sætte store spor, ud over deres plyndringer. Derfor kan det undre, at nogle historikere har ment, at det arabiske udtryk for det muslimske Spanien, Al-Andalus og det afledte Andalusien, er udsprunget af berbernes udtryk for vandalerne: "Wandal".

### Afrika
Biskoppen Victor af Vita, der blev født omkring 430, og virkede i Nordafrika, opregnede antallet af vandaler og alaner til 80.000, og på den baggrund anslår Peter Heather, at de kunne mønstre mellem 15 og 20 tusind krigere. Strædet mellem Sydspanien og Nordafrika er 13 km på det smalleste sted, men man ved ikke nøjagtigt, hvor vandalerne gik i land, eller hvilke ruter de tog på deres vej østpå gennem Nordafrika. I slutningen af august 429 var de ved byen Altava (nær det nuværende Tlemcen), lidt inde i landet, men ellers lader de til overvejende at have fulgt ruten langs kysten - muligvis fordi de havde skibe med for at bistå ved erobringen af kystbyerne. Franske historikere har regnet sig frem til, at vandalerne tilbagelagde mellem 5 og 6 km per dag. Det skal sammenholdes med, at en romersk hærafdeling kunne præstere omkring 20 km om dagen på gode veje, men vandalerne skulle undervejs også sørge for græsning til heste og kvæg og for indsamling (plyndring) af mad, samt bruge ekstra dage på at indtage de mere genstridige byer på ruten. I begyndelsen af 430 nåede vandalerne frem til de største romerske byer i det nuværende Tunis. Et overraskelsesangreb på Karthago blev forpurret, men i stedet indledte vandalerne i maj/juni 430 en belejring af den vigtige by Hippo Regius, efter at de havde overvundet den romerske general Bonifacius og den lokale felthær. Bonifacius forsvarede byen, mens han afventede forstærkninger fra Rom, og blandt de belejrede var biskoppen og kirkefaderen Augustin, der døde 28. august 430. Han var 76, så vandalernes medskyld i hans død kan diskuteres. Både vandalerne og de indesluttede havde svært ved at finde føde under den lange belejring, og efter 14 måneder - i juli 431 - opgav vandalerne deres forehavende. I 432 ankom en romersk undsætningshær, men den blev besejret uden for Karthago, og Geiserik benyttede den romerske svækkelse til at indtage Hippo Regius. Karthago kunne han imidlertid ikke erobre, og efter tre års dødvande var begge parter modne til en aftale. Den blev indgået 11. februar 435 og betød, at det vestromerske rige anerkendte vandalerne som foederati med ret til at blive boende i de områder, de havde indtaget. Vandalerne måtte love at lade Karthago være i fred, og fra de områder, de havde besat tæt på byen, skulle de betale afgift til den romerske kejser (formentlig i form af korn og oliven). I 439 udbrød der imidlertid krig mellem vestromerne og visigoterne. Romerne led først nederlag, og fik derpå besejret visigoterne, men 19. oktober 439 benyttede Geiserik lejligheden til at indtage Karthago, der tilsyneladende var blevet efterladt med svage forsvarsstyrker.

### Det vandalske kongerige
Erobringen af Karthago var en skelsættende begivenhed for vandalerne, og Geiserik lavede deres kalender om, så 439 blev år 1 i den nye kalender. For det vestromerske rige blev det indledningen til en finanskrise af voldsomme dimensioner. Siden det 1. århundrede var der fra Karthago og de øvrige havnebyer i Nordafrika blevet udskibet omkring 500.000 tons korn om året, til at dække millionbyen Roms behov, plus olivenolie, vin og lertøj. Tabet af de Nordafrikanske områder betød, at de vestromerske skatteindtægter faldt med omkring 240.000 soldi. Da en romersk infanterist fik en årsløn på omkring 6 soldi, betød det, at riget pludselig manglede indtægter til at betale 40.000 soldater. Mange af de produkter, der blev udskibet fra Nordafrika, kom fra kejserfamiliens egne besiddelser, så der var tale om et massivt indtægtstab for både staten, kejserfamilien og en række prominente romere med jordbesiddelser i området. Det vestromerske riges svar i 440 var på den økonomiske front at indføre et antal nye love, der alle skulle sikre større indtægter, og på den politiske front kontaktede kejser Valentinian III sin slægtning - de var begge børnebørn af Theodosius I - Theodosius 2. i Konstantinopel, for at få militær hjælp. I det østromerske rige var man ikke interesseret i at have Nordafrika besat af en stamme med udprægede sørøveriske tendenser, så kejseren sendte 1.100 skibe med omkring 25.000 soldater, der blev landsat på Sicilien. De to romerske riger gjorde klar til at eliminere vandalerne, men i 441 udrettede hæren intet. De østromerske tropper var hentet fra grænsen ved Donau, og da hunnerne gik over grænsen i 441-442, var kejseren nødt til at trække sine tropper hjem. Invasionen var aflyst. Kejser Valentinian så i 442 ingen anden mulighed end at slutte fred med Geiserik, som nu blev anerkendt som Rex Socius et Amicus, altså "allieret konge og ven". Geiserik lovede at genoptage leverancerne til Rom, men traktaten sagde intet om, at han skulle ophøre med sit omfattende sørøveri. Historikerne sætter typisk det vandalske kongeriges begyndelse til traktaten med romerne i 435, og fra 442 var det altså officielt anerkendt som kongerige. De vandalske monarker betragtede sig som konger over både vandaler og alaner, men Geiserik brugte blot betegnelsen Rex (konge) om sig selv. Først under Hunerik blev titlen officielt Rex Wandalorum et Alanorum ("Konge over vandaler og alaner").

### Plyndringen af Rom
I årene efter fredsslutningen fortsatte Geiserik en indbringende kombination af handel og sørøveri, mens det vestromerske riges planer om generobring var udskudt, på grund af den stadigt voksende trussel fra hunnerne. Det vestromerske riges stærke mand, generalen Aëtius, holdt dygtigt hunnerne i skak, men da kong Attila døde i 453 og hunnerriget efterfølgende begyndte at falde sammen, var Aëtius knapt så uundværlig. Kejser Valentinian havde længe ønsket at være mere end en kransekagefigur, og i september 454 deltog han aktivt, da generalen blev myrdet. Kejseren fik imidlertid ikke lov til at regere længe. Senatoren Petronius Maximus, der havde været med i sammensværgelsen mod Aëtius, havde håbet at kunne blive ny stærk mand, og da Valentinian nægtede, lod han kejseren myrde i marts 455, og tog selv kejsertitlen. Da Valentinian blev myrdet, følte Geiserik sig ikke længere bundet af fredstraktaten fra 442, og han indledte et erobringstogt, der kom til at omfatte Sicilien, Corsica og de Baleariske øer. Værre blev det, da Maximus gennemtvang et ægteskab mellem sin søn Palladius og Valentinians datter Eudocia. Kejserens datter havde i en halv snes år været officielt forlovet med Geiseriks søn Hunerik, og skønt de unge mennesker stadig boede hjemme ved deres respektive hoffer, var giftemålet en oplagt fornærmelse mod Geiserik. Han lod flåden sætte kurs mod Rom, og da denne nyhed nåede byen, udbrød der panik. Petronius Maximus forsøgte at flygte, men blev dræbt af sin egen livgarde, 31. maj 455.
Geiserik og den vandalske hær var ved byens mure 3. juni 455. Legenden siger, at pave Leo 1. fik en aftale i stand, så byen afleverede sine rigdomme, mod at slippe for ødelæggelser og overgreb på civilbefolkningen. Under alle omstændigheder tømte vandalerne metodisk byen for rigdomme i 14 dage. De ødelagde halvdelen af taget på Jupiter-templet, men det var åbenbart fordi de troede, at det guldbeklædte kobbertag var lavet af rent guld. Da de opdagede fejltagelsen, standsede de nedtagningen. En række af byens smukkeste statuer blev også fjernet, men det skib, der skulle bringe dem til Karthago, sank undervejs, så de ligger stadig på bunden af Middelhavet. Geiserik tog kejserinde Eudoxia og hendes to døtre med tilbage, foruden en række andre prominente gidsler. Desuden sørgede kongen for, at dygtige håndværkere og administratorer blev taget med som slaver, da de kunne gøre nytte i Nordafrika. Ved ankomsten til Karthago blev Eudoxias datter Eudocia gift med Geiseriks søn Hunerik, og den vandalske kongefamilie var dermed giftet ind i det Theodosianske dynasti, som også regerede i det Østromerske rige.
I det vestromerske rige stod generobringen af Nordafrika stadig øverst på dagsordenen, og kejser Majorian forsøgte i 460 en generobring med udgangspunkt i Spanien, svarende til vandalernes egen rute i 429. Geiserik fik imidlertid ødelagt den romerske flåde på 300 skibe, og så faldt planerne til jorden. I 462 fik Eudoxia og hendes datter Placidia lov til at rejse til Konstantinopel, åbenbart som del i en aftale, hvor Placidia blev gift med senatoren Olybrius, der dermed blev svoger til Hunerik, og Olybrius blev samtidigt Geiseriks nye bud på titlen som vestromersk kejser. De to romerske kejserriger gjorde i 468 endnu et forsøg på at tage Nordafrika tilbage, men selv om den stort anlagte offensiv så ud til at lykkes, fik Geiserik i sidste øjeblik besejret den romerske invasionsflåde i bugten ud for Karthago, og med halvdelen af flåden og dens ombordværende soldater ødelagt, måtte romerne trække sig tilbage og slutte fred. I 472 blev Olybrius vestromersk kejser, men blot tre måneder senere døde han, så Geiserik fik ikke megen glæde af den dynastiske forbindelse. Den østromerske kejser Leo døde i januar 474, og Geiserik følte sig dermed løst fra fredsaftalen og gik straks i gang med nye sørøvertogter østpå. I løbet af sommeren 474 blev der sluttet fred, og denne gang en såkaldt "evig fred" - uafhængigt af, hvem der sad på tronen. I 476 blev den sidste vestromerske kejser, Romulus Augustus afsat, og Geiserik indgik i stedet en aftale med magthaveren Odoaker. Geiserik gav afkald på Sicilien - bortset fra et lille område omkring havnebyen Lilybaeum - og fik til gengæld en årlig afgift fra Odoaker.

### Tilbagegang efter Geiserik
Geiserik døde i en meget høj alder i 477, og efterlod sig et rige, der var anerkendt og i fred med sine naboer. Ingen af hans efterfølgere på tronen kunne mønstre den samme kombination af intelligens og handlekraft, men rigets fundament var solidt, baseret på de vandalske krigere, en stor flåde og en enorm formue opsamlet gennem mange år, ikke mindst byttet fra plyndringen af Rom. Geiserik blev efterfulgt af sin søn Hunerik, der på det tidspunkt var i 50'erne. Hans magtovertagelse blev signal til et oprør blandt de berbiske stammer i Aurès bjergene i det nuværende Algeriet. Under Geiserik havde området været en del af riget, men stammerne havde ikke samme respekt for Hunerik, og det kuperede terræn gjorde det svært for de vandalske ryttere at gøre sig gældende, så berberne rev sig løs fra det vandalske herredømme. Geiserik havde i sit testamente bestemt, at den vandalske kongeværdighed for fremtiden skulle gå i arv til det ældste medlem af kongefamilien. Hunerik ønskede at få sin egen søn Hilderik på tronen, men selv om han ryddede kraftigt ud i sine brødres familie, kom Geiseriks ønske alligevel til at stå ved magt, da Hunerik blev syg og døde i 484.
Geiseriks ældste barnebarn, Gunthamund, havde været nødt til at gå i eksil for at overleve, men i 484 kom han tilbage og blev konge. Samme år havde Hunerik iværksat de første egentlige forfølgelser af den katolske præstestand, der blev opfattet som kættere i forhold til vandalernes egne arianske kristne tro. Gunthamund gjorde en ende på forfølgelserne i 487, og en række katolske kirker blev genåbnet. Gunthamund var i hele sin regeringsperiode i kamp med forskellige berbiske stammer, og han fik aldrig helt stabiliseret situationen. I 489 blev Italien invaderet af ostrogoterne, og mens Odoaker således var alvorligt svækket, gik vandalerne i land på Sicilien for at tage hele øen tilbage. Det mislykkedes imidlertid, for ostrogoterne, ledet af kong Theoderik, magtede både at nedkæmpe Odoaker og indtage Sicilien. I 491 måtte Gunthamund bede ostrogoterne om fred, og vandalerne kunne ved samme lejlighed vinke farvel til de årlige afgifter.
Da Gunthamund døde i 496, blev han afløst af sin yngre bror Trasamund. Den nye konge var veluddannet, og han stræbte efter fred med sine naboer, skønt han ved en enkelt lejlighed var kilde til uro ved at støtte en oprørsfraktion blandt visigoterne. Han blev tidligt enkemand, men blev i stedet gift med Theoderiks søster Amalafrida, der selv var blevet enke. Kampene mod berberne gik fortsat dårligt, og efter et sviende nederlag var kongen nødsaget til at evakuere beboerne i landbrugsområderne i den sydlige del af provinsen Byzacena.
Da Trasamund lå på sit dødsleje i 523, fik han den udpegede efterfølger, Hilderik, til at sværge, at han som konge ikke ville give yderligere fordele til katolikkerne. Hilderik kom ifølge beretninger uden om løftet ved at tillade genåbning af katolske kirker og ophævelse af biskoppers eksil, inden han officielt blev kronet. Som søn af Hunerik havde den nye konge været tronkandidat allerede i 484 og havde dermed ventet næsten 40 år på, at det blev hans tur. Hilderik var tilsyneladende stærkt påvirket af sin katolske mor, Eudocia, og denne påvirkning smittede af på udenrigspolitikken, hvor den nye konge droppede mange års tæt samarbejde med Theoderik og i stedet søgte yderligere tilnærmelse til kejseren i Konstantinopel. Den ostrogotisk fødte enkedronning Amalafrida etablerede et oprør mod denne politik, men hendes tropper tabte et slag i 525 og hun blev fængslet. Enkedronningens bror Theoderik blev rasende, og gik i gang med at bygge en invasionsflåde, men midt i arbejdet døde han i 526. Hilderik havde lige så lidt held i kampene mod berberne som sine forgængere, og efter et alvorligt nederlag i 530, havde de vandalske adelsfamilier fået nok. Trasamunds nevø Gelimer stillede sig i spidsen for et oprør, og Hilderik blev afsat og fængslet sammen med sine nærmeste støtter i juni 530.

### Rigets undergang
Gelimers regeringstid blev kort. Den østromerske kejser Justinian, der var kommet på tronen i 527, havde en plan om at samle hele det klassiske romerske rige, og da nyheden om Gelimers magtovertagelse nåede Konstantinopel, skrev Justinian til Gelimer og forlangte, at Hilderik kom tilbage på tronen. Justinian var indforstået med, at Hilderik blot blev en kransekagefigur, og at Gelimer kunne bevare den egentlige magt, indtil han selv arvede titlen, idet han stod for tur i arvefølgen. Gelimer afviste blankt forslaget og Justinian sørgede i 532 for at få afsluttet den igangværende krig med perserne og få sluttet "evig fred". Så var han klar til at tage sig af vandalerne. Omstændighederne var gunstige: Der var ro, både ved nordgrænsen langs Donau og nu også ved østgrænsen mod perserne, og fra den ostrogotiske enkedronning Amalasuntha, der styrede riget for sin søn, kom der tilsagn om baser og forsyninger på Sicilien. Ydermere udbrød der to oprør mod Gelimer - i henholdsvis Tripolitana og på Sardinien - så Justinian sendte i juni 533 generalen Belisarius af sted i spidsen for 16.000 mand. Hæren blev sat i land ved det nuværende Chebba i Tunesien, godt 200 km syd for Karthago, og fra september 533 begyndte marchen mod nord. Den 13. september 533 tørnede romerne sammen med Gelimers vandaler uden for Karthago, og skønt Gelimers slagplan var god, udnyttede han ikke sine muligheder, og måtte til sidst trække sig tilbage med store tab. Endnu et slag vest for Karthago i december endte også med, at vandalerne trak sig tilbage, og denne gang havde det karakter af direkte flugt. Karthago var blevet indtaget allerede to dage efter slaget i september, og romerne gik nu stille og roligt i gang med at besætte kongerigets provinser. Det vandalske rige var ophørt med at eksistere. Gelimer og hans følge af loyale vandaler og berbere forskansede sig på Papua-bjerget, men uden forsyninger kunne de ikke klare sig, og i foråret 534 overgav Gelimer sig til romerne. Kongen havde fået løfte om, at han og hans familie ville blive skånet, og det løfte holdt Justinian, for Gelimer fik jord i Galatien i Lilleasien. Sidste gang man hørte noget til vandaler i Nordafrika var i 546, da en romersk general gjorde oprør og fik støtte fra 420 vandaler, inden oprøret blev nedkæmpet. De tilfangetagne vandalske krigere blev enten dræbt eller tvangsudskrevet til den østromerske hær, langt fra Nordafrika. De vandaler, der undslap krigene mod romerne, flygtede til de berbiske områder, hvor de med tiden indgik i befolkningen. I løbet af det 6. århundrede forsvandt den vandalske identitet.

## Samfund

### Styreform
Vandalerne var lige som de øvrige germanske stammer organiseret i små understammer, hvor lokale høvdinge havde magten. Når farer truede udefra, kunne de mindre stammer mødes og vælge konger, men disse var at betragte som de første blandt ligemænd, og høvdingene var altid med på råd, når større beslutninger skulle træffes. Vandalerne havde det særpræg i forhold til nabostammerne, at de typisk valgte to konger. Nogle historikere bruger den tolkning, at den ene konge var militær frontfigur, mens den anden primært havde religiøse opgaver, forbundet med vandalernes dyrkelse af et mytisk broderpar af elge. Første gang man hører om blot én konge, er i forbindelse med kong Visimar, der døde omkring 335. De følgende år blev vandalerne kristne, og den gejstlige kongefunktion bortfaldt dermed. I årene op mod år 400 blev kongetitlen for de hasdingske vandaler givet til kong Godegisels slægt, og de efterfølgende konger var alle fra hans familie. Det var dog stadig sådan, at store beslutninger skulle vedtages i fællesskab med høvdingene, for eksempel da vandalerne besluttede at gå over Donau i 400 og forlade Spanien i 429.
Kong Geiserik ændrede magtstrukturen og gjorde kongerne mere uafhængige af de gamle høvdingeslægter. Han gav kongerigets øverste embedsmænd adelsstatus, og skabte dermed en parallel overklasse, der var helt afhængig af kongemagten. De gamle slægter havde fået tildelt store jordbesiddelser, men deres magt blev udvandet. Det var også Geiserik, der bestemte, at kongetitlen skulle gå i arv til det ældste medlem af den hasdingske kongefamilie. På den måde undgik man barnekonger, men fik i stedet et antal konger med høj alder ved tiltrædelsen, og adskillige eksempler på mord og fejder mellem Geiseriks efterkommere.
De vandalske familier var bosat i området omkring Karthago, og de var underlagt egne love. I resten af riget fortsatte det romerske administrative system ret uforandret, og lokale romerske adelsmænd fortsatte med at bestride de øverste embeder, selv om nogle af stillingerne, for eksempel flamen perpetuus ("Den evige ild": En præstestilling forbundet med kejserdyrkelsen), ikke længere havde noget praktisk indhold. Selv i de områder, hvor vandalerne var koncentreret, udgjorde de et mindretal. Skønnene på antallet af vandaler i Nordafrika varierer fra 50 til 100 tusind, sammenholdt med en romersk befolkning på 1-2 millioner, hvoraf omkring 20 procent var slaver.

#### Vandalernes konger
| År        | Konge      | Bemærkninger                                                                                          |
| - ca. 335 | Visimar    | Den tidligst omtalte vandalske enekonge.                                                              |
| -406      | Godegisel  | Førte vandalerne frem til Rhinen. Dræbt i kamp mod frankerne.                                         |
| 406-428   | Gunderik   | Førte vandalene gennem Gallien til Spanien.                                                           |
| 428-477   | Geiserik   | Førte vandalene over Gibraltarstrædet og etablerede kongeriget i Nordafrika med hovedstad i Karthago. |
| 477-484   | Hunerik    | Indledte de første egentlige forfølgelser af katolikker i 484.                                        |
| 484-496   | Gunthamund | Standsede de religiøse forfølgelser.                                                                  |
| 496-523   | Trasamund  | Led nederlag mod berberne.                                                                            |
| 523-530   | Hilderik   | Tillod genåbning af katolske kirker. Styrtet af Gelimer og død i fængsel i 533.                       |
| 530-534   | Gelimer    | Magtede ikke at afvise den østromerske invasion. Bosat i Lilleasien fra 534 til sin død i 550'erne.   |

### Økonomi
Vandalernes økonomi var fra begyndelsen baseret på to elementer, i form henholdsvis jorddyrkning/kvægbrug og indtægter fra plyndringer, herunder krigsbytte fra nabostammer. På et tidligt tidspunkt kom der faste regler for, hvad hver kriger skulle have i andel af stammens krigsbytte. Resten blev høvdingens ejendom, og han brugte nogle af indtægterne til at lønne sin hird, så de var til rådighed året rundt. De øvrige krigere var kun aktive en del af året - ellers passede de deres landbrug. Høvdingerne havde andre indtægtsmuligheder i form af afgifter fra de varer, der passerede deres landområder, for eksempel fra en af de ruter, der leverede rav og andre luksusgenstande til Romerriget. Under turen gennem Gallien og Spanien blev plyndringselementet helt afgørende, og da vandalerne bed sig fast i Nordafrika, blev deres økonomiske formåen markant forbedret. Store dele af området omkring Karthago havde været ejet af den romerske stat, kejserfamilien og rige senatorer, bosat i Italien. Disse områder kunne Geiserik dele ud til sine krigere og sig selv. Nogle af de lokale jordejere fik også konfiskeret deres ejendomme, mens andre fik lov at beholde dem - mod at betale afgifter til kongen. De vandalske mænd behøvede ikke længere arbejde, og kunne dermed stå til rådighed som krigere i længere perioder, hvis det var nødvendigt. Nordafrika havde i flere århundreder været et af de mest lukrative områder for Romerriget, fordi det genererede store indtægter, og ikke var særligt omkostningstungt. Under den romerske administration havde det blot krævet en enkelt legion plus grænsetropper, mens et område som romersk Britannien til sammenligning havde udstationeret fire legioner. For den jævne romerske befolkning fik magtskiftet ikke større økonomiske konsekvenser. De passede deres arbejde som før, men noget tyder på, at de slap billigere i skat, fordi de ikke længere skulle være med til at betale til den romerske hær, og fordi vandalerne skar ned på omkostningerne til vedligeholdelse af veje og offentlige bygninger. Historikeren Averil Cameron går så langt som til at antage, at vandalernes magtovertagelse faldt i god jord hos den lokale befolkning, fordi de hidtidige godsejere gennemgående var upopulære. Der var dog én gruppe af den jævne befolkning, der kom til at lide under magtskiftet, og det var den del, der var naboer til berberstammerne. De havde hidtil været beskyttet af bymure omkring deres byer, og af befæstede romerske grænseposter. Geiserik ville imidlertid ikke have befæstede byer uden for det vandalske kerneområde, så da murene var brudt ned, kom grænsebyerne til at ligge som magneter for berbiske plyndringstogter, og de lokale beboere, der ikke blev slæbt med tilbage som slaver, opgav efterhånden at bo i de udsatte områder.
Fra de store landbrugsområder i Nordafrika blev der eksporteret korn, vin, og olie til både madlavning og belysning/opvarmning. Desuden var der, da vandalerne ankom, en omfattende produktion af lertøj i form af krukker, fade og spisestel i høj kvalitet. Det nordafrikanske lertøj var overtrukket med opslemmet ler, der gav det en rød farve og glat overflade, og var typisk dekoreret med enkle motiver. Det omtales af arkæologerne som African Red Slip (ARS). Normalt kunne det ikke betale sig at fragte lertøj over store afstande, men kejserriget havde lavet nogle subsidieringsordninger i tilknytning til transporten af korn m.v., så de røde lervarer blev udbredt i hele Middelhavsområdet. Vandalerne fortsatte eksporten, og selv om visse områder i Lilleasien og Spanien faldt fra, var der alligevel tale om en betydelig indtægtskilde. Efter plyndringen af Rom i 455 forsvandt en stor del af eksportmarkedet, men økonomisk set var Nordafrika fortsat en god forretning. Kongerne havde ikke behov for at slå guldmønter, men kunne nøjes med kobbermønter og sølvmønter med lavt sølvindhold til dagligt brug. Resultatet af plyndringerne og handelen var, at de vandalske konger blev uhyre velhavende. Da Belisarius erobrede Gelimers skatkammer, var han i stand til at overdrage Justinian så store værdier, at kejseren kunne finansiere både krigen mod vandalerne og den efterfølgende krig mod ostrogoterne, samt en stor del af sine igangværende byggeprojekter. Det kan forklare, hvorfor Justinian belønnede Belisarius med et triumftog - det var 553 år siden denne ære sidst var tilfaldet en person uden for kejserfamilien.

### Militær
Vandalernes oprindelige våben var spyd, sværd og dolk, og de beskyttede sig med firkantede skjolde. På den måde var de hverken værre eller bedre stillet end deres germanske naboer, så krig kom tit til at handle om antallet af krigere. Da hasdingerne kom til området øst for Donau, ændredes deres krigsførelse radikalt. De blev ryttere, med lanser og sværd, og deres vigtigste virkemiddel blev det chok, de kunne give modstanderne, når alle stammens krigere kom bragende i fuld galop. Bagsiden bestod i, at rytterne kun kunne angribe nogle få gange, før hestene blev trætte, så alt afhang af succes i de første forsøg. Vandalernes krigsførelse på hesteryg gik gennemgående godt hele vejen til Karthago. De lærte aldrig at konstruere belejringsudstyr, men havde den fornødne tålmodighed til at indeslutte byer og forsøge at sulte dem til overgivelse. Deres kampe mod berberne var ofte besværlige, fordi berberne valgte at kæmpe i et kuperet og uvejsomt terræn, hvor rytteriet havde svært ved at komme frem. Vandalernes afsluttende krig mod østromerne var rytteri mod rytteri, og hvis de havde haft en leder af Geiseriks format, kunne meget være gået anderledes. Gelimer var en dygtig strateg og kriger, men han tøvede i afgørende situationer, og kom dermed til at besegle kongerigets skæbne.
Fra 425, hvor de første gang plyndrede de Baleariske Øer, begyndte vandalerne at interessere sig for søkrigsførelse. De fik med tiden opbygget en stor flåde, som i 460 og 468 reddede dem fra romerske invasioner. Flåden kunne løbende bruges til plyndringstogter Middelhavet rundt, og den indbragte dermed store summer.

## Kultur

### Sprog
Man ved meget lidt om det vandalske sprog, bortset fra, at det hørte til det østgermanske gren af de germanske sprog. Fra denne gren af sproget er det kun det gotiske sprog, man i dag har kendskab til, primært fordi der er bevaret store dele af Wulfilas oversættelse af bibelen til gotisk. I de 100 år i Nordafrika kan man konstatere, at alle de vandaler, moderne historikere har registreret, både kunne tale vandalsk og latin. Latinsk var det officielle sprog i kongerigets administration, hvilket harmonerer med, at langt de fleste stillinger var besat af indfødte romere. Man har fundet ganske få navnemærker på våben, skrevet med runer, men ellers stammer de eneste kendte vandalske ord fra digte, der er skrevet i opposition til vandalerne. En ukendt romersk digter fra Hippo Regius skrev i årene mellem 430 og 450 om det barbariske lydbillede, som han kaldte "gotisk":
| Citat | Omgivet af det gotiske "skål" (eils) og "spis og drik" (scapia matzia ia drincan), er der ingen, der tør skrive ordentlige digte. | Citat |
|       | |       |

### Religion
Mange medlemmer af det største germanske folk, goterne, blev kristne i 376 som en del af aftalen om bosættelse i Romerriget, og de bragte den nye tro videre til vandalerne. Den gotiske og vandalske udgave af kristendommen var den arianske. Den var løbende udsat for kritik i kirkelige kredse, og blev ved kirkemødet i 381 endeligt stemplet som kættersk. Den officielle kristne tro - også omtalt som den katolske - var herefter baseret på treenigheden. De germanske stammer holdt fast i den arianske udgave, og det kan enten være fordi de teologiske diskussioner gik hen over hovedet på dem, eller også fordi arianismen på den måde blev deres egen germanske udgave af kristendommen.
Den befolkning, vandalerne kom til at regere over i Nordafrika, var for størstedelens vedkommende katolske kristne. Vandalerne landsforviste deres biskopper, og overtog nogle af de katolske kirker i de områder, hvor de selv bosatte sig, men der var ikke tale om egentlige forfølgelser eller hindringer for deres gudsdyrkelse. Den arianske kirke blev statskrike i det vandalske kongerige, med vandalske biskopper i spidsen. Den arianske biskop af Karthago fik titlen som patriark og øverste gejstlige, men alle udnævnelser af biskopper skulle godkendes af kongen. I de arianske gudstjenester brugte man udelukkende det vandalske sprog, og kirken var på den måde en samlende kulturel faktor for vandalerne. Egentlige forfølgelser var der som nævnt kun tale om i 484, og under de senere konger aftog presset på katolikkerne. Der blev konfiskeret en del kirkesølv og jordtilliggender, men ting som den katolske biskops arkiver i Karthago fik lov til at være i fred i alle 100 år, så ren vandalisme var der ikke tale om. Kort efter, at det vandalske kongerige var gået under, udstedte kejser Justinian i 535 en ordre om, at alle arianske kirker skulle lukkes, og deres værdier blev overdraget til den katolske kirke.

### Kunst og arkitektur
Der blev aldrig udviklet en særlig vandalsk kunst. Man har fundet kunsthåndværk i form af brocher til kvindedragter, men angående fundene fra Nordafrika, så ved man ikke, om det er vandalerne selv, der har udført dem. I kongerigets tid blev der bygget enkelte paladser, bade og arianske kirker, men såvel arkitekter som arbejdere var lokale romere.

## Eftermæle
Mindet om vandalernes hærgen til søs blev hængende længe i Middelhavsområdet, og nåede vidt omkring. På de Britiske øer fik det den konsekvens, at Middelhavet på oldengelsk kom til at hedde Wendelsæ (Vandalernes Hav).
Flere af de samtidige kilder, som Victor af Vita, Quodvultdeus og Fulgentius af Ruspe, giver udtryk for, at den vandalske overtagelse af Nordafrika var startskuddet til omfattende ødelæggelser. Nutidens arkæologiske undersøgelser strider imidlertid imod denne opfattelse. Selv om Karthagos Odeon blev ødelagt, skete der ingen ændring i det generelle bybillede, og de offentlige bygninger blev gennemgående holdt vedlige.
Det moderne udtryk vandalisme kan spores til vandalernes ry som det barbariske folk, der plyndrede Rom i 455. Vandalerne var formentligt ikke mere destruktive end andre af fortidens invasionshære, men de forfattere, der idealiserede Rom, gav dem ofte skylden for dens ødelæggelse. Et eksempel er den engelske digter John Dryden, der skrev: Indtil goter og vandaler, en voldsom nordisk race, skamferede hvert mageløse minde. Selve udtrykket vandalisme blev brugt første gang i 1794 af Henri Grégoire, biskoppen af Blois, til at beskrive den ødelæggelse af kunst, der fandt sted i kølvandet på den franske revolution. Udtrykket vandt hurtigt indpas over hele Europa. Det var med til at forstærke billedet af vandalerne som en barbarisk gruppe med hang til destruktiv adfærd.